# Matěj Machovský
Matěj Machovský (* 25. července 1993 Opava) je český hokejový brankář hrající v týmu HC Olomouc. Chytal jako jednička za českou hokejovou reprezentaci do 18 let na Mistrovství světa v ledním hokeji do 18 let 2011. Zúčastnil se MS 2016 v Rusku kde plnil roli trojky.

## Hráčská kariéra
- 2008-09 HC Slezan Opava 20'
- 2009-10 HC Slezan Opava 20'
- 2010-11 Guelph Storm (OHL)
- 2010-11 Brampton Battalion (OHL)
- 2011-12 Brampton Battalion (OHL)
- 2012/13 Brampton Battalion (OHL)
- 2013/14 HC Škoda Plzeň (ELH)
- 2014/2015 HC Škoda Plzeň
- 2015/2016 HC Škoda Plzeň
- 2016/2017 HC Škoda Plzeň
- 2017/2018 Grand Rapids Griffins (AHL), Toledo Walleye (ECHL)
- 2018/2019 HC Sparta Praha
- 2019/2020 HC Sparta Praha
- 2020/2021 HC Sparta Praha
- 2021/2022 Dinamo Riga (KHL), HC Sparta Praha
- 2022/2023 KalPa (Finsko), Mountfield HK
- 2023/2024 HC Vítkovice Ridera
- 2024/2025 HC Olomouc

## Juniorská reprezentace
|                                             | Rok                  | Celkem |
| ------------------------------------------- | -------------------- | ------ |
| Mistrovství světa v ledním hokeji do 18 let | MS 18' 2011 8. místo | 1x     |

## Reprezentace
| Turnaj                            | Rok              | Celkem | Soupisky         |
| --------------------------------- | ---------------- | ------ | ---------------- |
| Mistrovství světa v ledním hokeji | MS 2016 5. místo | 1×     | Soupiska MS 2016 |